# Czaczyk
Czaczyk [pronunciación en polaco: /ˈt͡ʂat͡ʂɨk/] (en alemán: Klein Schatz) es un pueblo en el distrito administrativo de Gmina Śmigiel, dentro del Distrito de Kościan, Voivodato de Gran Polonia, en el oeste de Polonia. Se encuentra aproximadamente 7 kilómetros al norte de Śmigiel, 8 kilómetros al oeste de Kościan, y 45 kilómetros al sudoeste de la capital regional, Poznań.